# Journey to Jah
Journey to Jah est le second album de Gentleman, produit par Dean Frazer.

## Liste des titres
1. "Heat Of The Night" – 3:41
2. "Dem Gone" - 4:03
3. "Ina Different Time (feat. Jahmali & Daddy Rings)" - 3:51
4. "Runaway" - 3:41
5. "Man A Rise (feat. Bounty Killer)" - 3:32
6. "Love Chant" - 4:34
7. "See Dem Coming" - 3:52
8. "Man Of My Own (feat. Morgan Heritage)" - 3:52
9. "Leave Us Alone" - 3:27
10. "Long Face" - 3:55
11. "Younger Generation (feat. Luciano & Mikey General)" - 4:47
12. "Dangerzone (feat. Junior Kelly)" - 4:10
13. "Empress" - 4:10
14. "Fire Ago Bun Dem (feat. Capleton)" - 3:58
15. "Jah Ina Yuh Life" - 3:47
16. "Children Of Tomorrow (feat. Jack Radics)" - 4:44